# Історичне богослов'я
Історичне богослов'я — це галузь богословських досліджень, яка вивчає соціально-історичні та культурні механізми, що породжують богословські ідеї, системи та напрями. Метод дослідження в цій галузі зосереджений на взаємозв'язку між богослов'ям і контекстом, а також на основних богословських впливах на досліджувані постаті й теми.
Сучасні предметні області з позначенням "історичне богослов'я" зазвичай охоплюють наступні окремі дисципліни:
- Історія догматики
- Церковна історія
- Історія екуменізму
- Історія релігії